# Сингетін
Сингетін (рум. Sângătin) — село у повіті Сібіу в Румунії. Входить до складу комуни Аполду-де-Жос.
Село розташоване на відстані 240 км на північний захід від Бухареста, 26 км на північний захід від Сібіу, 98 км на південь від Клуж-Напоки, 139 км на захід від Брашова.

## Населення
За даними перепису населення 2002 року у селі проживали 326 осіб, з них 325 осіб (99,7%) румунів. Рідною мовою 325 осіб (99,7%) назвали румунську.